# یواس‌اس کیدر (دی‌دی-۳۱۹)
یواس‌اس کیدر (دی‌دی-۳۱۹) (به انگلیسی: USS Kidder (DD-319)) یک کشتی بود که طول آن ۹۵٫۸۳ متر (۳۱۴٫۴ فوت) بود. این کشتی در سال ۱۹۱۹ ساخته شد.